# Władysław Gosiewski
Władysław Gosiewski (Honiatyn, 8 juni 1844 – Wołomin, 16 april 1911) was een Poolse theoretisch natuurkundige en wiskundige. Hij kwam uit een grondbezittende familie. Hij was de zoon van Michał en Katarzyna Borkowski. Na zijn studie aan de Hogeschool van Warschau en aan de Universiteit van Parijs, doceerde hij wiskunde op het Russische klassieke gymnasium in Warschau, verscheidene andere scholen in Warschau en de Kronenbergschool voor economie. Vanaf 1872 was hij ook een ambtenaar in de Kredietmaatschappij van Warschau. In 1891 werd hij lid-correspondent van de Academie van Wetenschappen in Krakau, en was in 1907 onder de stichtende leden van de Wetenschapsvereniging van Warschau.

## Parijs
In 1869 vertrok Gosiewski, 25 jaar oud, naar Parijs om daar te studeren aan de Sorbonne Paris Cité. Gosiewski excelleerde in het begin van zijn studententijd in Parijs, waar hij de beste wilde zijn en dit lange tijd ook was. Gosiewski kreeg echter concurrentie van de Albanese wiskundige Hasan Tahsini, die met zijn werk Gosiewskis scriptie afdeed als nonsens. Dit leidde ertoe dat Gosiewski woedend werd en een plan beraamde om Tahsini terug te pakken, die destijds verbleef bij zijn vriend Fuad Pasha. Gosiewski reisde vanuit Parijs in 1869 naar Nice om Tahsini met de feiten te confronteren. Tahsini bleek echter niet aanwezig te zijn, alleen diens vriend Mehmed Fuad Pasha, die op absurde wijze door Gosiewski met een passer werd aangevallen. Fuad Pasha raakte gewond. De aanslag en druk van Pasha's drukke leven resulteerde in zijn dood. Tahsini heeft het lichaam van Fuad Pasha teruggebracht naar het Ottomaanse Rijk. Gosiewski vertrok terug naar Polen.